# Retrato de Madame de Pompadour
Madame de Pompadour es una pintura al óleo sobre lienzo (91x68 cm) realizada en 1759 por el pintor francés François Boucher.
Representa a Madame de Pompadour, favorita del rey Luis XV de Francia. Está retratada según el gusto refinadísimo de la época, que encarna los cánones de belleza y elegancia absolutas que la gente culta y rica estaba tratando frenéticamente de alcanzar. El vestido, riquísimo y ligero, de tafetán de seda, con profusión de encajes, es como una nube burbujeante, apretada sobre el corpiño. Madame de Pompadour aparece con un aire culto y refinado, verdadera primera dama de la gran corte francesa, que con su gusto sublime influía en las artes (pintura, arquitectura, música, y sobre todo la moda) del tiempo, contribuyendo al desarrollo del estilo Rococó, y a hacer de Francia el verdadero faro de la Europa de su tiempo.
El famoso retrato está conservado en la Colección Wallace de Londres, y es el último de una serie de siete retratos dedicados a la misma dama. Fue expuesto por primera vez en el Palacio de Versalles, para luego pasar al hermano de Madame de Pompadour.
En el fondo está pintada una escultura que representa el amor y la amistad. En el banquillo está sentado un perrito. En los retratos femeninos, la presencia de un perro era, a menudo, símbolo de fidelidad conyugal.